# Eugoa trifasciata
Eugoa trifasciata är en fjärilsart som beskrevs av Moore 1887. Eugoa trifasciata ingår i släktet Eugoa och familjen björnspinnare. Inga underarter finns listade i Catalogue of Life.